# ولعانة (فلم)
فيلم لبناني مدة الفيلم 102 دقيقة يتحدّث عن إنجازات الدفاع المدني دون أن يتسرّب إليك الملل الفيلم من إخراج كلود صليبا.

## قصة الفيلم
تدور احداث الفيلم عن مخطط لسرقة رجل الأعمال خلال توقيعه كتابه داخل قصره، مخطّط أدّى بالأربعة إلى التطوّع في الدفاع المدني ليتمكّنوا من دخول القصر ليلة توقيع الكتاب وسرقته.
خلال فترة التدريب، يختبر المتطوّعون الرسالة الإنسانية للدفاع المدني، من خلال قصص حياتية، امرأة تلد في منتصف الطريق، فتساعدها سمر التي تشهد ولادة طفل على يديها ومنزل يحترق تخترق سمر لهب النار لتنقذ طفلاً رضيعاً، هرّة عالقة على الشجرة، كلب عالق على شرفة المنزل، حرائق هنا وهناك، حوادث طرق، تنقل عالم الدفاع المدني من مجرد جهاز يؤدي عملاً تطوّعياً إلى جهاز بأفراد لكل منهم قصّة دفعته إلى التخلّي عن حياته الخاصة لخدمة الآخرين وتستمر المساعدات الإنسانية إلى ان تقع في حب لاحد اصدقائها

## ابطال الفيلم
- ماغي بو غصن
- كارلوس عازار
- شكران مرتجى
- وسام صباغ
- ريتا متري
- رؤى حسامي
- كريستيان الزغبي
- حسين مقدم

## طاقم العمل
- كلود صليبا. (مؤلف)
- إيلي ف. حبيب. (مخرج)
- مايا حداد.   (ستايلست)
- أوليفر بو عيد. (جرافيكس)

## وصلات خارجية
- مقالات تستعمل روابط فنية بلا صلة مع ويكي بيانات
- فيلم ولعانة علو موقع شاهد فور يو نت